# نمایشگاه اسب

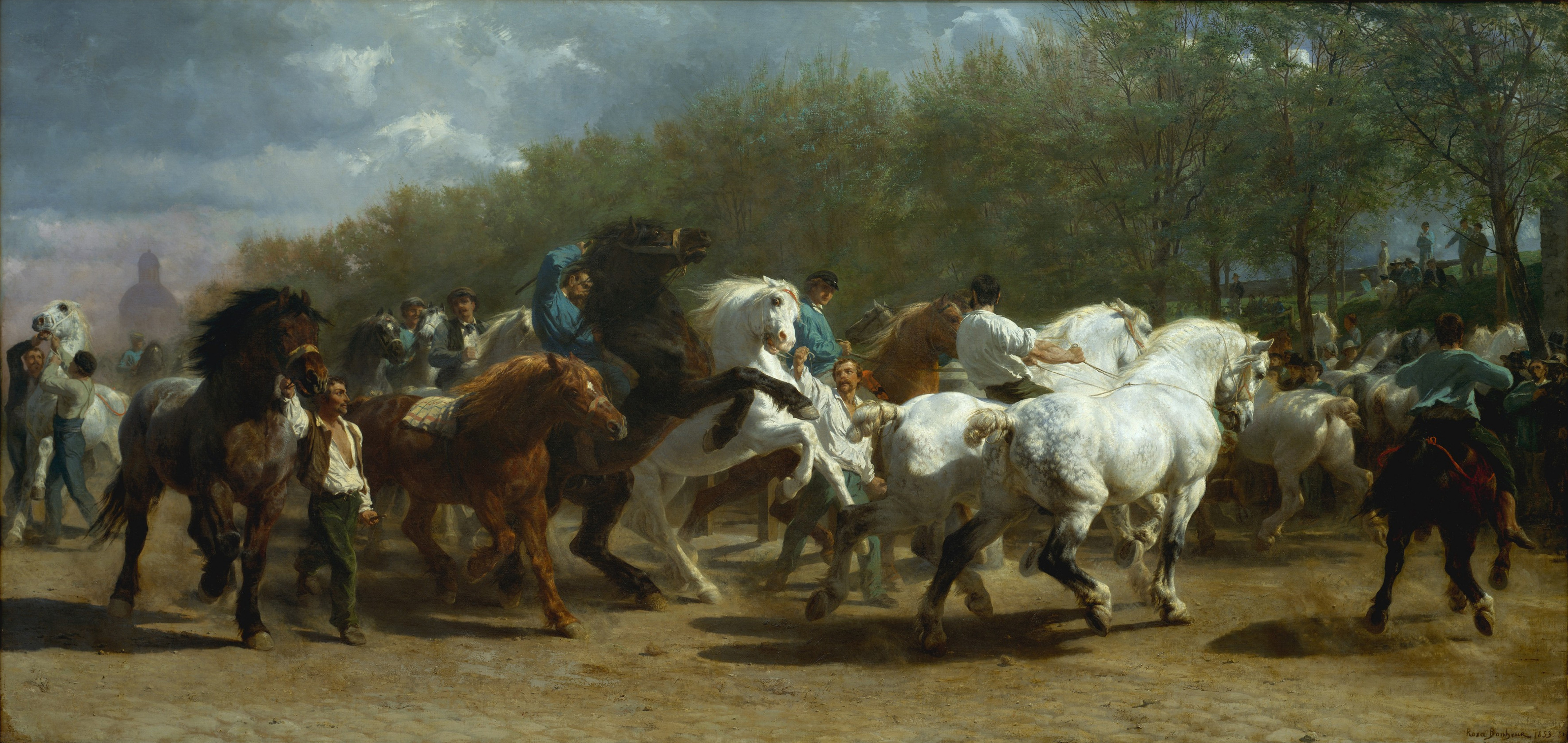
رزا بونور، نمایشگاه اسب, ۱۸۵۲–-۱۸۵۵, 96.25 × 199.5 in, موزه متروپولیتن نیویورک

نمایشگاه اسب یک نقاشی رنگ روغن روی بوم از هنرمند فرانسوی رزا بونور است که در سال ۱۸۵۲ آغاز شد و برای اولین بار در سال ۱۸۵۳ در سالن (پاریس) به نمایش گذاشته شد. هنرمند در سال ۱۸۵۵ کارهای تکمیلی را اضافه کرد. ابعاد این اثر بزرگ ۲۴۴٫۵ سانتی‌متر × ۵۰۶٫۷ سانتی‌متر است.
این نقاشی، دلال‌هایی را به تصویر می‌کشد که در حال فروش اسب در بازار اسب که در بلوار هوپیتال پاریس برگزار می‌شود. بیمارستان بدنام پیتی-سالپتری‌یر در پس زمینه سمت چپ دیده می‌شود.
نسخه اصلی این نقاشی از سال ۱۸۸۷ در مجموعه موزه متروپولیتن نیویورک قرار دارد، زمانی که کورنلیوس واندربیلت دوم آن را اهدا کرد. در گالری ۸۱۲ قابل مشاهده است.